# سحيفة
السُّحَيْفَة هو جنس من حلزون البحر متوسطة الحجم، من الرخويات بطنيات القدم البحرية في فصيلة المريقيات، وفُصيلة رجونيات، وهي القواقع المرجانية أو أصداف المرجان. 